# Lubocz (gromada)
Lubocz – dawna gromada, czyli najmniejsza jednostka podziału terytorialnego Polskiej Rzeczypospolitej Ludowej w latach 1954–1972.
Gromady, z gromadzkimi radami narodowymi (GRN) jako organami władzy najniższego stopnia na wsi, funkcjonowały od reformy reorganizującej administrację wiejską przeprowadzonej jesienią 1954 do momentu ich zniesienia z dniem 1 stycznia 1973, tym samym wypierając organizację gminną w latach 1954–1972.
Gromadę Lubocz siedzibą GRN w Luboczy utworzono – jako jedną z 8759 gromad na obszarze Polski – w powiecie rawskim w woj. łódzkim, na mocy uchwały nr 37/54 WRN w Łodzi z dnia 4 października 1954. W skład jednostki weszły obszary dotychczasowych gromad Brzeg, Grotowice, Kawenczyn i Lubocz ze zniesionej gminy Rzeczyca oraz Jeziorzec, Roszkowa Wola i Roszkowa Wola Nowa ze zniesionej gminy Góra w tymże powiecie. Dla gromady ustalono 17 członków gromadzkiej rady narodowej.
Gromadę zniesiono 31 grudnia 1959, a jej obszar włączono do gromad Gortatowice (wieś, kolonię i parcelę Jeziorzec) i Rzeczyca (wieś i parcelę Grotowice, wieś Brzeg Lubocki, wieś i kolonię Kawęczyn, wieś, kolonię i osadę młyńską Lubocz, wieś, kolonię i osadę młyńską Roszkowa Wola, wieś Brzeg Grotowski oraz osadę młyńską Tłumy).